# Al-Samoud 2
Al-Samoud (الصمود, alternativamente Al-Samed, que significa firmeza en árabe) fue un misil balístico táctico tipo cohete de propulsor líquido desarrollado por Irak en los años transcurridos entre la Guerra del Golfo de 1991 y la Invasión de Irak de 2003. El ejército iraquí también desarrolló una versión de cohete de combustible sólido conocida como Ababil-100.

## Historial operativo (marzo-abril de 2003)

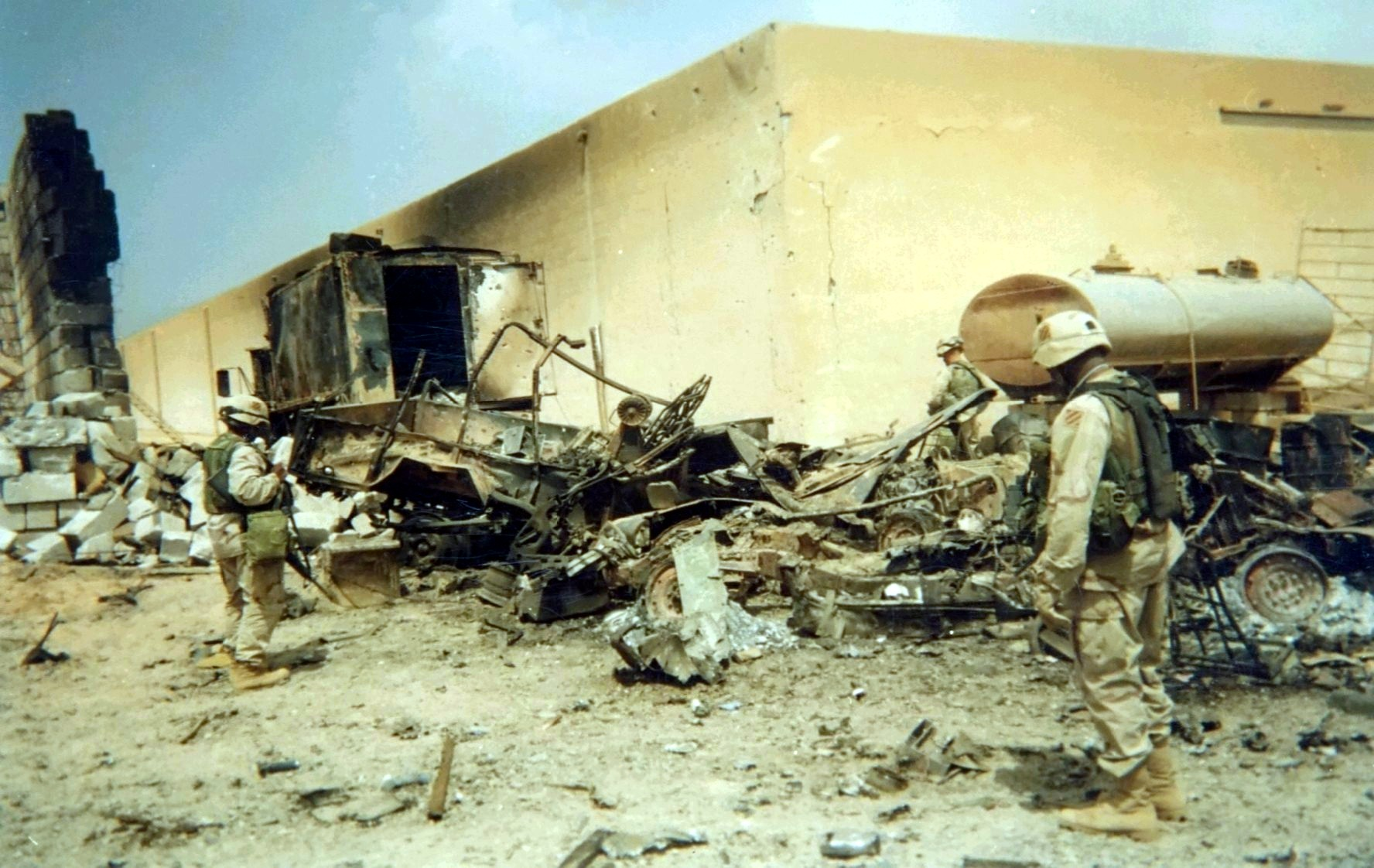
Secuelas del ataque iraquí con misiles del 7 de abril.

Durante la guerra de 2003 se dispararon varios misiles Al-Samoud 2 contra Kuwait. Uno de ellos, dirigido al Cuartel General de la Coalición en Camp Doha, fue interceptado con éxito por un misil Patriot el 27 de marzo. Algunos escombros impactaron en edificios dentro de la base estadounidense. Los otros misiles también fueron derribados o aterrizaron sin causar daño en el desierto.
Un desarrollo similar, el Al-Fahd o Ababil-100, una versión de propulsor sólido del Al-Samoud, también fue utilizado por el ejército iraquí durante la invasión. El cuartel general de la 2.ª Brigada de la 3ª División de Infantería estadounidense fue alcanzado el 7 de abril al sur de Bagdad por un misil de este tipo. En la explosión murieron tres soldados y dos periodistas extranjeros.